# Le Voleur de corps
Le Voleur de corps (titre original : The Tale of the Body Thief) est un roman américain fantastique d'Anne Rice publié en 1992.
C'est le quatrième tome de la série des Chroniques des vampires , amorcée en 1976 par l'écrivain.

## Premières publications
- Édition originale américaine : The Tale of the Body Thief, Alfred A. Knopf, octobre 1992, 430 p.  (ISBN 0-679-40528-3)
- Édition originale anglaise : The Tale of the Body Thief, Chatto & Windus, octobre 1992, (ill. couverture Giovanni Da Bologna), 430 p.  (ISBN 0-7011-3887-4)
- Première édition française : Le Voleur de corps, Plon, Paris, 1994, (trad. Jean Rosenthal), 491 p.  (ISBN 2-259-02616-8)

## Résumé
Lestat, séduisant vampire libertin aux cheveux blonds, est de retour dans ce quatrième opus. Dans ce récit à la première personne, le héros traverse une crise identitaire : il avoue sa lassitude d'être vampire, sa compassion pour le sort des humains dont il souhaiterait se rapprocher davantage.
De plus, David Talbot, directeur du Talamasca (une organisation secrète qui a pour but de faire des recherches dans le domaine du paranormal), son unique ami mortel âgé de 74 ans, refuse absolument l'offre de Lestat, qui souhaiterait faire de lui un vampire. Profondément déconcerté et désespéré, Lestat tente de se suicider dans le désert de Gobi, en exposant son corps à la lumière du soleil. À sa grande stupéfaction, malgré une immense douleur, il y survit et décide de retourner à la Nouvelle-Orléans, ville pour laquelle il ressent une profonde affection. Là, il rencontre Raglan James, un mystérieux humain qui a le pouvoir de lui rendre l'existence mortelle que Lestat regrette amèrement.
James lui propose de faire un transfert d'âme entre eux pendant quelques jours. Lestat qui croit avoir pensé à tout accepte l'échange de corps. Son plaisir sera de courte durée : à court d'argent, affamé et gravement malade, il regrette vite sa vie de vampire. Mais à la fin du délai, James ne revient pas comme convenu pour refaire l'échange. Lestat demande de l'aide à Louis, qui le repousse. Ce sera finalement David Talbot qui lui permettra de retrouver le voleur de corps au détriment de sa propre personne.

## Une morale désabusée
- Si vous ne connaissez pas le sujet, laissez ce bandeau (vous pouvez alors contacter les auteurs).
- Si vous supprimez le contenu mis en cause (vous pouvez préalablement contacter les auteurs),

argumentez précisément cette suppression dans la page de discussion
(un manque de référence n'est pas un argument ; une recherche réelle de référence doit avoir été effectuée, être formellement documentée).
À l'instar d'Entretien avec un vampire, premier volume de la série, Anne Rice signifie au lecteur, à travers l'aventure de son héros, qu'il est impossible pour tout humain de résister à l'envie de devenir vampire. Que, même si l'on a été obligé de le devenir, l'on finit invariablement par préférer une existence éternelle, dans un monde violent et sensuel, et posséder des pouvoirs stupéfiants, qu'une vie humaine limitée, aux rituels chaque jour identiques (manger, boire, dormir, etc.) dans un monde chaotique.